# 14e Congres van de Roemeense Communistische Partij

Logo van de PCR

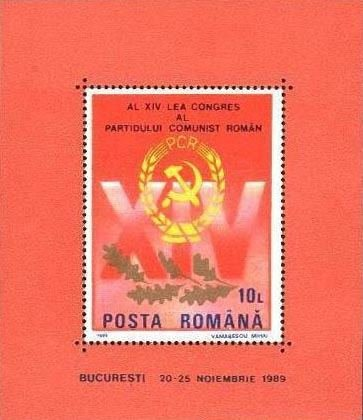
Herdenkingspostzegel, uitgegeven kort na het 14^{e} Congres

Het 14e Congres van de Roemeense Communistische Partij (Roemeens: Al XIV-lea Congres al PCR) was het laatste partijcongres van de Roemeense Communistische Partij (PCR) en vond plaats in Boekarest van 20 tot en met 25 november 1989.
Aan het Congres namen 3.308 afgevaardigden deel. Hoogtepunt was de toespraak van partijleider Nicolae Ceaușescu (1918-1989) op de openingsdag waarin hij rekenschap gaf over het beleid van de PCR de afgelopen vijf jaar en het beleid voor de komende vijf jaar uiteenzette. Tijdens zijn toespraak haalde Ceaușescu fel uit naar andere socialistische landen in Oost-Europa die hervormingen hadden doorgevoerd of zelfs afstand hadden gedaan van het marxisme-leninisme. Op 24 november werd Ceaușescu met algemene stemmen voor de zesde keer op rij herkozen als secretaris-generaal van de PCR. Nicolae Ceaușescu sprak zich resoluut uit tegen hervormingen en streefde naar nauwe samenwerking met Cuba en Noord-Korea. Ceaușescu eiste tijdens het Congres een teruggave van Bessarabië, dat sinds 1940 deel uitmaakte van de Sovjet-Unie (Moldavische SSR).
Nog geen maand na het Congres brak de Roemeense Revolutie los waarbij Nicolae Ceaușescu samen met zijn vrouw Elena, gevangen werd genomen, berecht en terechtgesteld (25 december). De PCR werd door de nieuwe regering, het Front voor Nationale Redding, verboden.